# Гапоненко Марія Климентіївна
Марія Климентіївна Гапоненко (? — ?) — українська радянська діячка, голова Турійського райвиконкому Волинської області, секретар Любомльського райкому КПУ Волинської області. Член Ревізійної Комісії КПУ у вересні 1952 — березні 1954 р.

## Життєпис
Народилася у бідній селянській родині.
Член ВКП(б) з 1946 року.
На 1953 рік — голова виконавчого комітету Турійської районної ради депутатів трудящих Волинської області.
На 1958 рік — секретар Любомльського районного комітету КПУ Волинської області.

## Нагороди
- орден «Знак Пошани» (26.02.1958)
- медалі